# メヒティルト・フォン・バイエルン
メヒティルト・フォン・バイエルン（Mechthild von Bayern, 1532年7月12日 - 1565年11月2日）は、ドイツのバイエルン公ヴィルヘルム4世の娘。バーデン＝バーデン辺境伯フィリベルトの妻。

## 生涯
バイエルン公ヴィルヘルム4世とその妻でバーデン辺境伯フィリップ1世の娘であるマリア・ヤコベアの間の第4子、長女として生まれた。はじめブラウンシュヴァイク＝ヴォルフェンビュッテル公ハインリヒ2世の三男フィリップ・マグヌス（1527年 - 1553年）と婚約したが、婚約者は第二次辺境伯戦争中のジーフェルスハウゼンの戦いで落命した。
1557年1月17日にレーゲンスブルクにて、母の従弟にあたるバーデン＝バーデン辺境伯フィリベルトと結婚した。フィリベルトはかつてメヒティルトの父ヴィルヘルム4世の被後見人として3年間ミュンヘン宮廷で暮らしたことがあり、その時からメヒティルトに好意を寄せていた。2人の婚姻は親族関係にあったにもかかわらず、教皇の特免を申請することなく行われた。これに関して、教皇パウルス4世はアウクスブルク司教オットー・フォン・ヴァルトブルク枢機卿に対し、この婚姻に介入するよう指示を出している。教会との長い話し合いの結果、この問題の和解の一環として、夫婦が300ライン・グルデンを貧しい娘たちのための持参金として拠出することで話がまとまった。
神聖ローマ皇帝の顧問官だったヨハン・ウルリヒ・ツァジウスは、皇帝の命を受けて辺境伯フィリベルトの信仰を調査する際、生まれながらのカトリック信徒だった辺境伯夫人メヒティルトの手助けで、任務に成功している。メヒティルトは1565年にバーデン＝バーデンで死去し、同市内の参事会教会に葬られた。辺境伯夫妻の墓碑銘はヨハン・フォン・トラールバッハ（Johann von Trarbach）が制作した。辺境伯夫妻が若くして死去した後、4人の遺児たちはメヒティルトの兄バイエルン公アルブレヒト5世に引き取られた。

## 子女
夫フィリベルトとの間に4人の子女をもうけた。
- ヤコベ（1558年 - 1597年） - 1584年、ユーリヒ＝クレーフェ＝ベルク公ヨハン・ヴィルヘルムと結婚
- フィリップ2世（1559年 - 1588年） - バーデン＝バーデン辺境伯
- アンナ・マリア（1562年 - 1583年） - 1578年、ボヘミア筆頭城伯ヴィルヘルム・フォン・ローゼンベルクと結婚
- マリア・ザロメ（1563年 - 1600年） - 1584年、ロイヒテンベルク方伯ゲオルク・ルートヴィヒと結婚

## 引用
1. ↑  Anja Meusser: Für Kaiser und Reich, Matthiesen, 2004, S. 421
2. ↑  http://mathematik.zum.de/zum/Faecher/G/BW/Landeskunde/rhein/baden/markgf/badbad/philibert1.htm%5B%5D
3. ↑  Hans Jorg: Die Entwicklung des Volksschulwesens im heutigen Kreise Kreuznach, 1959, S. 39